# ビトヘシ
ビトヘシ (満文：ᠪᡳᡨᡥᡝᠰᡳ, 転写：bithe-si) は、清朝において官衙の文書記録を担当した下級官吏で、漢文では筆帖式 (拼音：bǐtiēshì) とも表記される。文書の抄写 (書き写すこと) と満洲語・漢語翻訳を主要業務とした。
正式な職名としての「筆帖式ビトヘシ」は、天聡5年 (1631) 旧暦7月の六部設置に合わせて、清太宗ホンタイジが従来の「巴克什バクシ」(baksi)という呼称から一律に改称させたことにはじまるが、「筆帖式ビトヘシ」という呼称自体は『太祖高皇帝實錄』中に既にみられる。

## 語源
遡ること元朝の時代 (1271-1368) には「ビチクチ」(bici-gci) と呼ばれる一種の書記官が存在した。蒙古語「bicig」は文字、転じて文書、書物などの意で、これに人を表す接尾辞「-ci」のついたのが「bici-gci」の語源であるとされる。
満洲語「bithe-si」は蒙古語「bici-gci」の転訛とされ、満洲語「bithe」が蒙古語「bicig」にあたり、即ち文字、転じて奏書 (臣下が天子に奉る文書) の意を表す。この「bithe-si」の音訳語が漢文史料にみられる「筆帖式」である。
金啓孮 (愛新覚羅･烏拉熙春の父) 著『女真文辞典』(7-19) によれば、元朝から更に一つ遡った金朝の時代 (1115-1234) の女真語「bitxə-ʃï」は「吏」や「書記」の意味で、語中に含まれる「bitxə」は、蒙古語「bicig」や満洲語「bithe」と同様に文字や文の意を表すとされる。また、金朝から更に遡ること北魏時代 (386-534) の、『南齊書』巻37「魏虜傳」にみえる「比德眞 (bitik-čin)」は「文書の吏」を指し、やはり満洲語「bithe-si」などと同じ系統の語であるとされる。

## 性質
ビトヘシ就任は清朝満洲族にとって出世のための「登竜門」であった。「科目」(科挙による登用)、「任子」(所謂「親の七光」)、「捐納」(金銭で購う官職)、「議敘」(人柄、能力などに対する評価) などは、官職への道として基本的に満洲族、漢族のどちらにも開かれていたが、ビトヘシは満洲族のみに開かれていた点で特異であった。京師の八衙門 (吏・戸・礼・兵・刑・工の六部と理藩・都察の二院)、盛京の五部 (礼・戸・工・刑・兵)、外省各署 (将軍や正副都統) などにはいづれもビトヘシの職位が設けられ、六部の主事などは定員140の内、満蒙で85を占めたため、ビトヘシになれば数年を待たずして主事に昇任することも可能であった。

## 登用
『欽定大清會典』(乾隆29年) の巻5「銓政」に、ビトヘシの銓衡 (選考) について以下の記載がみられる。
- 試験では翻訳問題を一問課す。
- 登用人数の定員は、満洲旗グサで各旗10人、蒙古旗・漢軍旗で各旗3人とする。
- 18歳未満の者には入選資格は与えない。
- 班次外の者は、欠員がでた時点で補欠され、それぞれの旗グサに応じ分班して詮衡する。
- 俸禄は出身の品級に因り異なる。品級は、挙人または貢生 (の内の恩貢、抜貢、歳貢、副貢) の出身者を七品、生員または監生の出身者を八品、官学生または義学生、閑散および親軍、護軍、領催、庫使、驍騎の出身者を九品とする。[注 2]
- 在京 (京師) 登用者は三年ごとに試験を受け、入選者は留任、落選者は免黜となる。学習能力のある者には三年後の再試が認められる。欠席者は処分の対象となるが、正当な理由のある者には追試を認める。
- 盛京ムクデンの登用者は、盛京の兵部により現地旗人の中から詮衡される。答案は欽点大臣の採点後、皇上に呈上され、登録されて盛京の兵部に返送された後、順次補欠される。被登用者は三年ごとに試験を受ける。その留任免黜、再試資格、追試資格については在京登用者に同じ。
- 陵寝 (陵廟) 筆帖式および各省の督撫、駐防[14]、城守尉などの衙門の筆帖式は、京師から補填され、期限を六年とする。期間満了後、それぞれの赴任先で注考 (評価) を受け、京師の定員として各部で補欠される。

## 脚註

### 註釈
1. ↑  [参考] 満洲語「バクシ」は漢語「博士」の音訳語で、本来は読書人、学者の意。[3]
2. ↑  [参考] 维基百科「笔帖式」に「品等為正六品至正九品。」とあるが、典拠不詳。『清史稿』は七から九品としている。

### 参照
1. 1 2  “ᠪᡳᡨᡥᡝᠰᡳ bithesi” (中文). 新满汉大词典. 新疆人民出版社. p. 96
2. ↑  “ᠪᡳᡨᡥᡝᠰᡳ bithesi”. 五体清文鑑訳解. 京都大学文学部内陸アジア研究所. p. 340
3. ↑  “ᠪᠠᡴᠰᡳ baksi”. 五体清文鑑訳解. 京都大学文学部内陸アジア研究所. p. 1150
4. ↑  “天聰5年7月8日段1165”. 太宗文皇帝實錄. 9. -. "上諭曰「文臣稱巴克什者、俱停止。稱爲筆帖式。如本賜名巴克什者、仍其名。」"
5. ↑  “萬曆43年乙卯歲6月1日段430”. 太祖高皇帝實錄. 4. -
6. ↑  “ᠪᠢᠴᠢᠭᠴᠢ bičigči”. 蒙汉词典 增订本. 内蒙古大学出版社. "〔名〕缮写员。"
7. 1 2 3  “ビチクチ【bichikchi】”. 世界大百科事典 第2版. 平凡社. "中国，元代および清代の官名。……モンゴル語で文字，文書，書物をビチクbichikといい，それに人を表す‐chiがついた形。……清代のビトヘシbithesi筆帖式はこの訛音である。"
8. ↑  “ᠪᡳᡨᡥᡝ bithe”. 新满汉大词典. 新疆人民出版社. p. 94
9. ↑  “《女真文辞典》索引”. 2020年6月5日時点のオリジナルよりアーカイブ。2021年3月31日閲覧。
10. ↑  宮, 紀子 (2011). 考察. “遊牧国家におけるケシク制”. 学術研究奨励金(研究助成) 平成23年度(第49回) 受贈者および研究報告【人文科学部門】 ((公財)三島海雲記念財団):  2.
11. ↑  “宗人府”. 清史稿. 114. 清史館. "筆帖式爲滿員進身之階。國初，大學士達海、額爾德尼、索尼諸人，並起家武臣，以諳練國書，特恩賜號「巴克什」，即後之筆帖式也。厥後各署候補者紛不可紀矣。"
12. 1 2  “選舉五”. 清史稿. 110. 清史館. "滿人入官，或以科目，或以任子，或以捐納、議敘，亦同漢人。其獨異者，惟筆帖式。……"
13. ↑  “銓政”. 欽定大清會典. 5. -
14. ↑  “八旗”. 世界大百科事典. 平凡社. "……44年清朝が北京に都を定めると，八旗の将兵も北京やその近郊に移住し禁旅八旗とか京旗とか呼ばれた。ついで地方の要地に派遣され駐留するようになったが，これらは駐防八旗と呼ばれた。……"

## 参照

### 實錄
- 馬佳･図海, 他『太宗文皇帝實錄』順治6年 (1649) 上梓, 1937年刊行 (漢) ＊中央研究院歴史語言研究所版

### 史書
- 趙爾巽, 他100余名『清史稿』清史館, 民国17年(1928) (漢) ＊中華書局版

### 辞典
- 田村 實造, 今西 春秋, 佐藤 長『五体清文鑑訳解』京都大学文学部内陸アジア研究所, 1966 (昭和41) (和訳)
- 安双成『满汉大辞典』遼寧民族出版社, 1993 (中国語)
- 金啓孮『女真文辞典』文物出版社 (北京), 1984 (中国語) ＊Index
- 『世界大百科事典』第2版, 平凡社

### Web
- 栗林均「モンゴル諸語と満洲文語の資料検索システム」東北大学
- 「明實錄、朝鮮王朝実録、清實錄資料庫」中央研究院歴史語言研究所 (台湾)